# Sensation
Sensation (tidligere kendt som Sensation White) er et indendørs dance-event arrangeret af ID&T, der har sin oprindelse i Holland, nærmere betegnet stadionet Amsterdam ArenA, hvor det årligt blev afholdt fra 2000 til 2005. Siden 2006 er eventet også blevet afholdt i lande som Spanien, Portugal, Belgien, Østrig, Australien, Tyskland, Brasilien og Danmark.
Konceptet består først og fremmest af at alle gæsterne, op til 45.000, er iklædt hvidt tøj. Selve eventet består af DJ's der spiller fortrinsvis housemusik, der sammen med den spektakulære udsmykning udgør rammen om eventet. Tidligere var eventet kendt som et trance-event, men er i de senere år blevet et mere og mere rendyrket house-event, som følge af genrens popularitet. En årrække en modpart til Sensation White der hed Black. Til det event var lyden noget hårdere end hvad man normalt hører til de nuværende Sensation-events.
Sensation blev første gang afholdt i Danmark den 15. november 2008 i Parken, København under titlen Ocean of White, med plads til 27.000 gæster. Følgende DJ's spillede til arrangementet: Erick E, Kjeld Tolstrup, Rune RK, Tiga og Steve Angello & Sebastian Ingrosso. Den 31. oktober 2009 blev Sensation for anden gang holdt i Denmark, med Wicked Wonderland-tournen i Parken. Denne gang spillede Erick E, Morten Breum, Mr. White, Axwell & Sebastian Ingrosso og Tocadisco.

## Celebrate Life
I november 2010 var temaet Celebrate Life med housemusik. Publikum blev derfor en større del af showet end de forgange år. Lyden var også blevet en tand mere clubbet end tidligere. Kapaciteten var også steget til over 30.000 tilskuer pga. scenens størrelse. På toppen af den pyramideformet scene stod følgende DJs ved pulten: Mr. White, Noir, Fedde le Grand, Joris Voorn & 2000 & One, Eric Prydz og Chuckie.

## Innerspace
For fjerde gang kom eventen til Danmark i oktober 2011. Denne gang med temaet Innerspace.